# Espero (1905)
«Есперо» (італ. Espero) — ескадрений міноносець  типу «Нембо»  ВМС Італії часів Першої світової війни.

## Історія створення
Ескадрений міноносець будувався на верфі «Cantieri Pattison» в Неаполі. Корабель був спущений на воду 9 липня 1904 року, вступив у стрій 1 квітня 1905 року.

## Історія служби
У 1912 році, корабель, як і однотипні есмінці, був модернізований. 57-мм гармати «57/43 Mod. 1887» були замінені на 76-мм «76/40 Mod. 1916 R.M». 356-мм торпедні апарати були замінені на 450-мм.

### Перша світова війна
Після вступу Італії у Першу світову війну «Есперо» разом з однотипними есмінцями «Нембо», «Авкілоне», «Бореа» і «Турбіне» був включений до складу V ескадри есмінців, яка базувалась в Таранто.
Увечері 8 червня 1916 року «Есперо» разом з есмінцями «Імпавідо», «Інсідіозо», «Понтьєра» та крейсер «Лібія» супроводжували 2 транспорти «Романья» та «Прінчіпе Умберто», які перевозили з Вльори в Італію солдатів 55-го піхотного полку (2 605 чоловік). Незабаром після виходу конвой був атакований австро-угорським підводним човном «U 5». В транспорт «Прінчіпе Умберто» влучили дві торпеди, внаслідок чого він затонув. Загинуло 1926 чоловік. Кораблі супроводу не змогли перехопити ворожий підводний човен.
У 1914-1918 роках на кораблі було встановлене обладнання для постановки 10-16 мін.

### Післявоєнна служба
Після закінчення війни, у 1919-1921 роках корабель був модернізований. Була змінена надбудова, демонтований один котел і димова труба, внаслідок чого потужність силової установки зменшилась до 3 400 к.с., а швидкість - до 25 вузлів.
Після того, як у 1919 році Габріеле д'Аннунціо захопив Фіуме і проголосив створення незалежної держави, «Есперо» перейшов на сторону д'Аннунціо. 26 грудня 1920 року був обстріляний лінкором «Андреа Доріа», внаслідок чого зазнав серйозних пошкоджень.
З січня 1921 року корабель базувався в Пулі. 16 січня він був перейменований на «Турбіне», на честь однотипного корабля, який загинув 24 травня 1915 року.
У липні того ж року він був перекласифікований на міноносець.
5 квітня 1923 року корабель був виключений зі складу флоту і зданий на злам.